# Mansfieldite
La mansfieldite è un minerale.